# Warsaw (Minnesota)
Warsaw ist eine Siedlung auf gemeindefreiem Gebiet im Rice County im mittleren Südosten des US-amerikanischen Bundesstaates Minnesota. Zu statistischen Zwecken ist der Ort zu einem Census-designated place (CDP) zusammengefasst worden. Das U.S. Census Bureau hat bei der Volkszählung 2020 eine Einwohnerzahl von 644 ermittelt.
Warsaw gehört zur CSA (Combined Statistical Area) Minneapolis-St. Paul-St. Cloud, der erweiterten Metropolregion Minneapolis–Saint Paul.

## Geografie
Warsaw liegt etwas südlich der Twin Cities am oberen Südufer des Cannon Lake, einer natürlichen Verbreiterung des Cannon River, der von rechts in den Mississippi mündet. Der Ort liegt auf 44°14′58″ nördlicher Breite und 93°23′38″ westlicher Länge und erstreckt sich über 2,21 km². Warsaw bildet das Zentrum der Warsaw Township.
Benachbarte Orte von Warsaw sind Faribault (12,6 km nordöstlich), Medford (20,2 km südöstlich) und Morristown (5,3 km südwestlich).
Das Stadtzentrum von Minneapolis liegt 89,7 km nördlich; das Zentrum von Saint Paul, der Hauptstadt von Minnesota, befindet sich 95,9 km nordnordöstlich. Rochester, die drittgrößte Stadt Minnesotas liegt 99,3 km ostsüdöstlich.

## Verkehr
Entlang des südlichen Ortsrandes von Warsaw verläuft die Minnesota State Route 60. Alle weiteren Straßen sind untergeordnete, teils unbefestigte Fahrwege sowie innerörtliche Verbindungsstraßen.
Parallel zur MN 60 verläuft der Sakatah Singing Hills State Trail, ein auf einer ehemaligen Eisenbahnstrecke verlaufender Rail Trail.
Mit dem Faribault Municipal Airport befindet sich ein kleiner Flugplatz 14,1 km südöstlich. Der nächste Großflughafen ist der 84,2 km nördlich gelegene Minneapolis-Saint Paul International Airport.

## Demografische Daten
Nach der Volkszählung im Jahr 2010 lebten in Warsaw 627 Menschen in 249 Haushalten. Die Bevölkerungsdichte betrug 283,7 Einwohner pro Quadratkilometer. In den 249 Haushalten lebten statistisch je 2,5 Personen.
Ethnisch betrachtet setzte sich die Bevölkerung zusammen aus 96,8 Prozent Weißen, 0,2 Prozent Afroamerikanern sowie 0,5 Prozent Asiaten; 2,6 Prozent stammten von zwei oder mehr Ethnien ab. Unabhängig von der ethnischen Zugehörigkeit waren 0,3 Prozent der Bevölkerung spanischer oder lateinamerikanischer Abstammung.
21,5 Prozent der Bevölkerung waren unter 18 Jahre alt, 63,3 Prozent waren zwischen 18 und 64 und 15,2 Prozent waren 65 Jahre oder älter. 49,3 Prozent der Bevölkerung war weiblich.

Das mittlere jährliche Einkommen eines Haushalts lag bei 66.797 USD. Das Pro-Kopf-Einkommen betrug 28.223 USD. ,0 Prozent der Einwohner lebten unterhalb der Armutsgrenze.